# 達美樂披薩
達美樂披薩是一家跨國的披薩外送連鎖店，總部在美國密西根州的安娜堡，於1960年由湯姆·莫納根（Tom Monaghan）創立。2018年2月，成為全球最大的披薩銷售商。
達美樂的這個名字取自多米諾骨牌。

## 歷史
達美樂披薩於1960年成立，當時汤姆·莫纳汉與其弟詹姆士買下了密西根州伊普西蘭蒂的披薩店「Dominick's Pizza」，付了75美元的訂金並借了500元付餘款。八個月後，詹姆士退出經營，向湯姆要了一台二手福斯汽車作為退股金。在湯姆獨自的經營下，Dominick's Pizza變成現今的達美樂披薩（Domino's Pizza）。
1968年，一場大火燒掉了店鋪，雖然遭遇許多艱難，包括1975年與Domino食品公司的的商標訴訟，公司仍持續成長，在1978年開了第200家分店。莫納根覺得訴訟案有可能讓他失去達美樂品牌使用權，因而僱用了Group 243創造了另一個替代單位，後來成為公司的仲介，設計了店舖的內部裝潢、披薩盒、廣告，並掌控所有分店。1980年代，達美樂在加拿大溫尼伯市開設第一家國外分店，往後幾年也積極拓張，1985年起在香港開店（2003年專營權結束後以「Pizza Box」名義繼續營運）繼於1989年起在台灣拓點。。1997年5月，達美樂開設第一家中國大陸分店，现在在北京、上海、广东共开设了23家分店，当中单在广州市已经有至少4家分店。
莫納根在1998年退休，以近10億元賣掉達美樂披薩，但仍持有27%的公司股份。至2006年9月，達美樂在全球的分店數達到8,238間，收入達14億美元。截至 2018 年，达美乐比萨在83个国家、5701个城市拥有约 15,000 家门店，其中美国 5,649 家，印度 1,500 家，英国 1,249 家。

## 產品
1980年代晚期之前，達美樂披薩的菜單都非常的簡單，大多店鋪販售手拍餅皮及滋心、薄脆、兩種尺寸（大、小）和一種飲料（可口可樂），由於同業的競爭壓力之下，增加了Ultimate Deep Dish餅皮和薄脆餅皮，取消小號披薩（雖然小號已重回國際市場），增加中號和特大號的選擇，並販售多種飲料和副食（如巴掌麵包和雞翅）。（達美樂是全球第一家賣雞翅的披薩連鎖店。）
1990年代晚期，小凯撒披萨推出辣味特製披薩，使得達美樂外帶和外送的訂單減少，公司的準副總裁肯·卡爾維爾（Ken Calwell）發表「555」特餐並大力宣傳，點此套餐的顧客可以一個5美元的價格購買三個中披薩，所以稱為「555」，有些地區的價格為5.55，可多營收1.65元。
2007年8月，達美樂推出了Oreo餅乾口味的披薩，該口味首先在安娜堡限期販售，其餅皮鋪有香草醬和Oreo碎餅乾，再撒上糖衣。
達美樂多次改進其公司產品，包含披薩外帶的瓦楞紙盒、輸送帶式的烤箱和攜帶式的電熱包（確保披薩遞送時的溫度）。

## 爭議

### 30分鐘送達保證
1973年起，達美樂披薩推出30分鐘內披薩送達的服務，若超過時間，顧客可免費享用，無須支付帳單，但在1980年代，為了防止遞送員闖紅燈違反交通規則，這樣的服務改成3美元的折扣優惠，員工也不需為延遲送達負責。1992年，一名遞送員撞死一名印第安納的女性，達美樂賠償280萬美元。1993年，又有一名遞送員闖紅燈撞傷一名女性，達美樂賠了800萬美元。同年，由於大眾對達美樂的粗心駕駛感到不佳，公司持有人湯姆·莫內根宣布取消3美元優惠的服務。

## 美國國內
- 美国

## 美國國外

達美樂全球據點分布

| - 阿鲁巴 - 巴哈马 - 比利时 - 巴西 - 加拿大 - 开曼群岛 - 智利 - 哥伦比亚 - 賽普勒斯 - 丹麦 - 埃及 - 法國 - 希腊 - 關島 - 海地 - 香港（2003年後以「Pizza Box」名義經營） - 冰島 - 印度 - 印度尼西亞 - 爱尔兰 - 以色列 - 牙买加 - 日本 - 约旦 - 大韓民國 - 科威特 - 臺灣 | - 黎巴嫩 - 马来西亚 - 墨西哥 - 摩洛哥 - 荷蘭 - 新西兰 - 尼加拉瓜 - 阿曼 - 巴基斯坦 - 巴拿马 - 秘魯 - 菲律賓 - 波多黎各 - 中国大陆 - 圣基茨和尼维斯 - 圣卢西亚 - 法属圣马丁 - 沙烏地阿拉伯 - 新加坡 - 西班牙 - 斯里蘭卡 - 瑞士 - 千里達及托巴哥 - 土耳其 - 阿联酋 - 英国 - 委內瑞拉 - 美屬維爾京群島 |

## 图集

1996年至2012年9月的标志
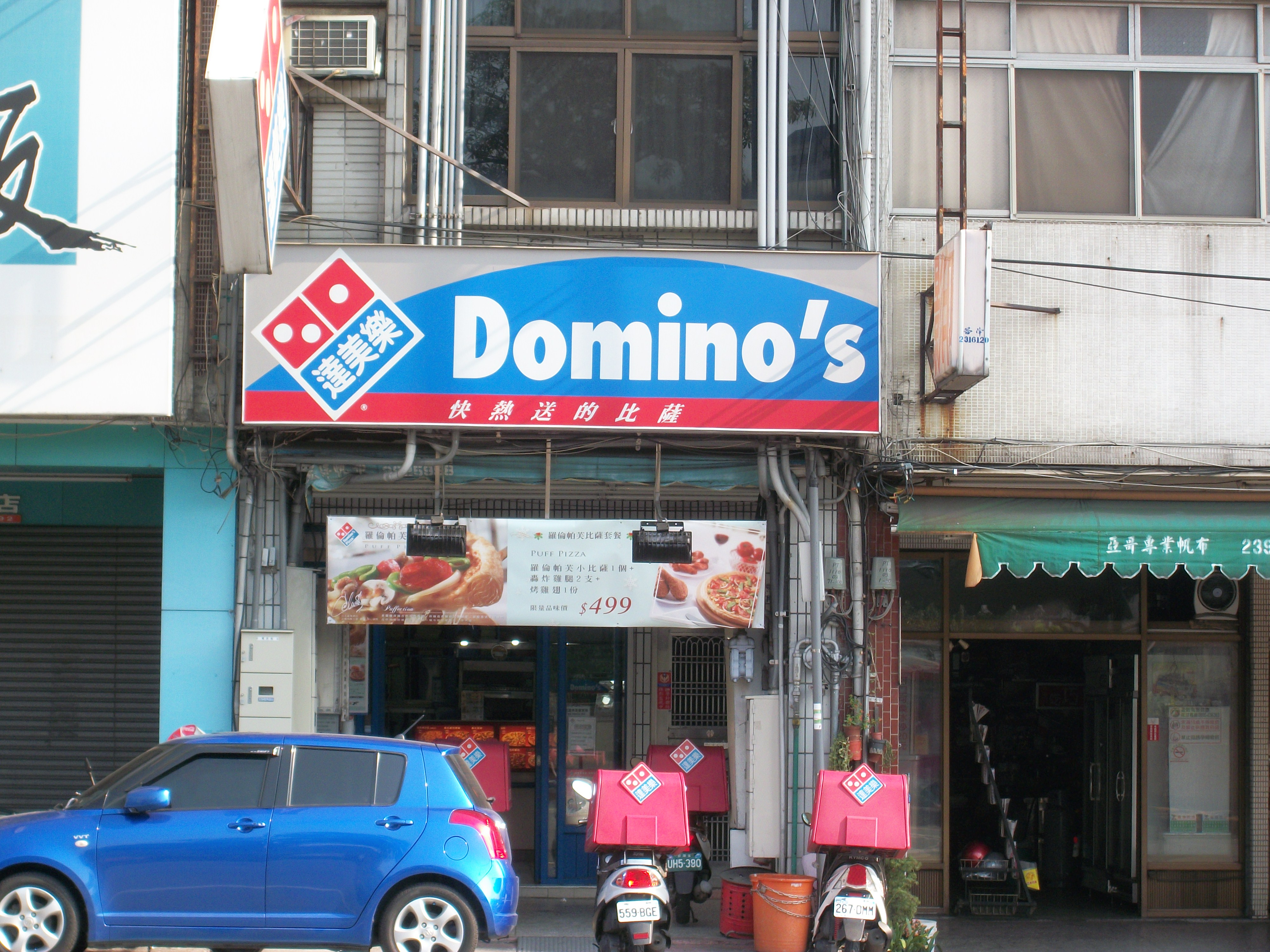
达美乐在台湾的店铺样貌（台中北屯店）
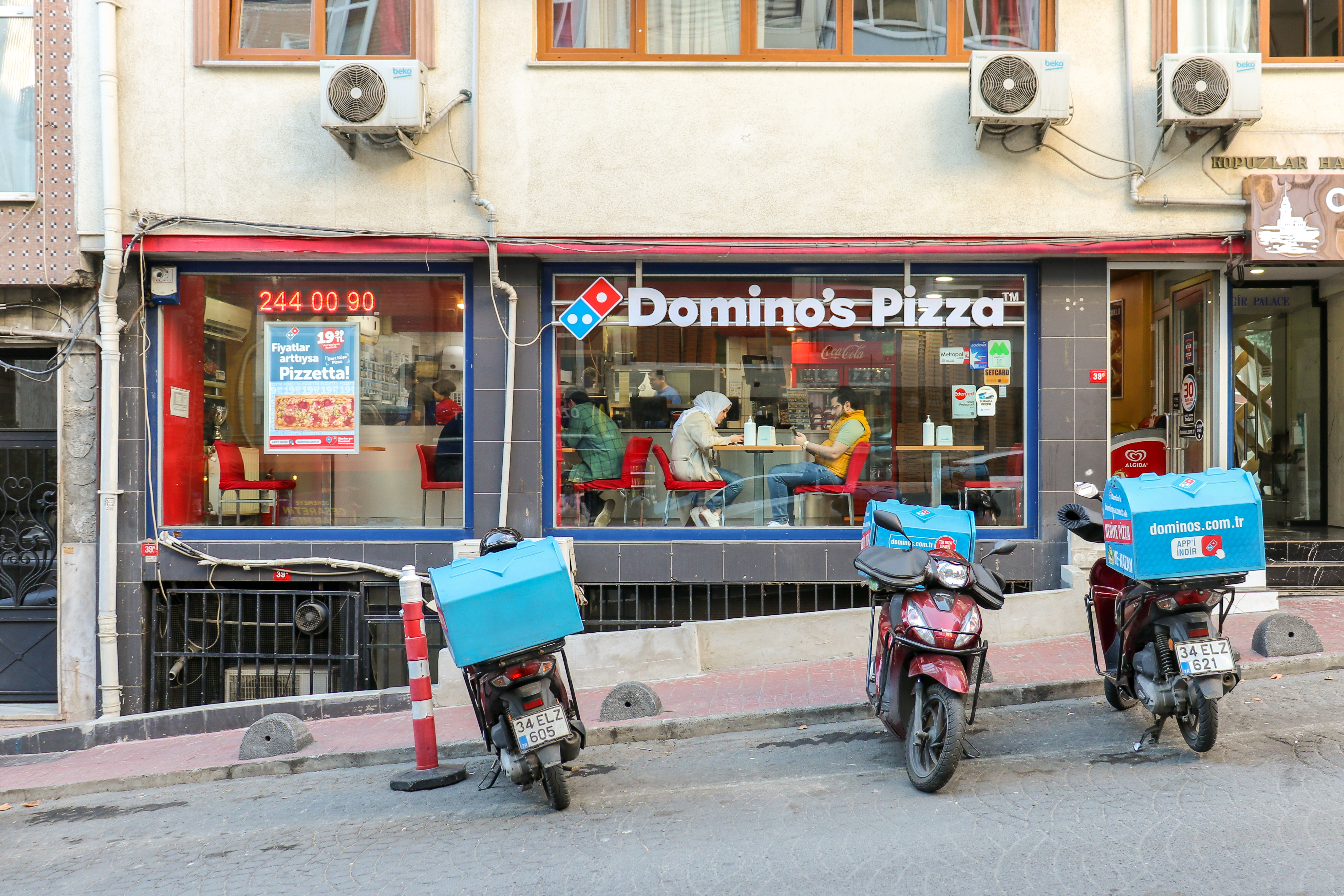
位于土耳其伊斯坦堡的一家达美乐门店
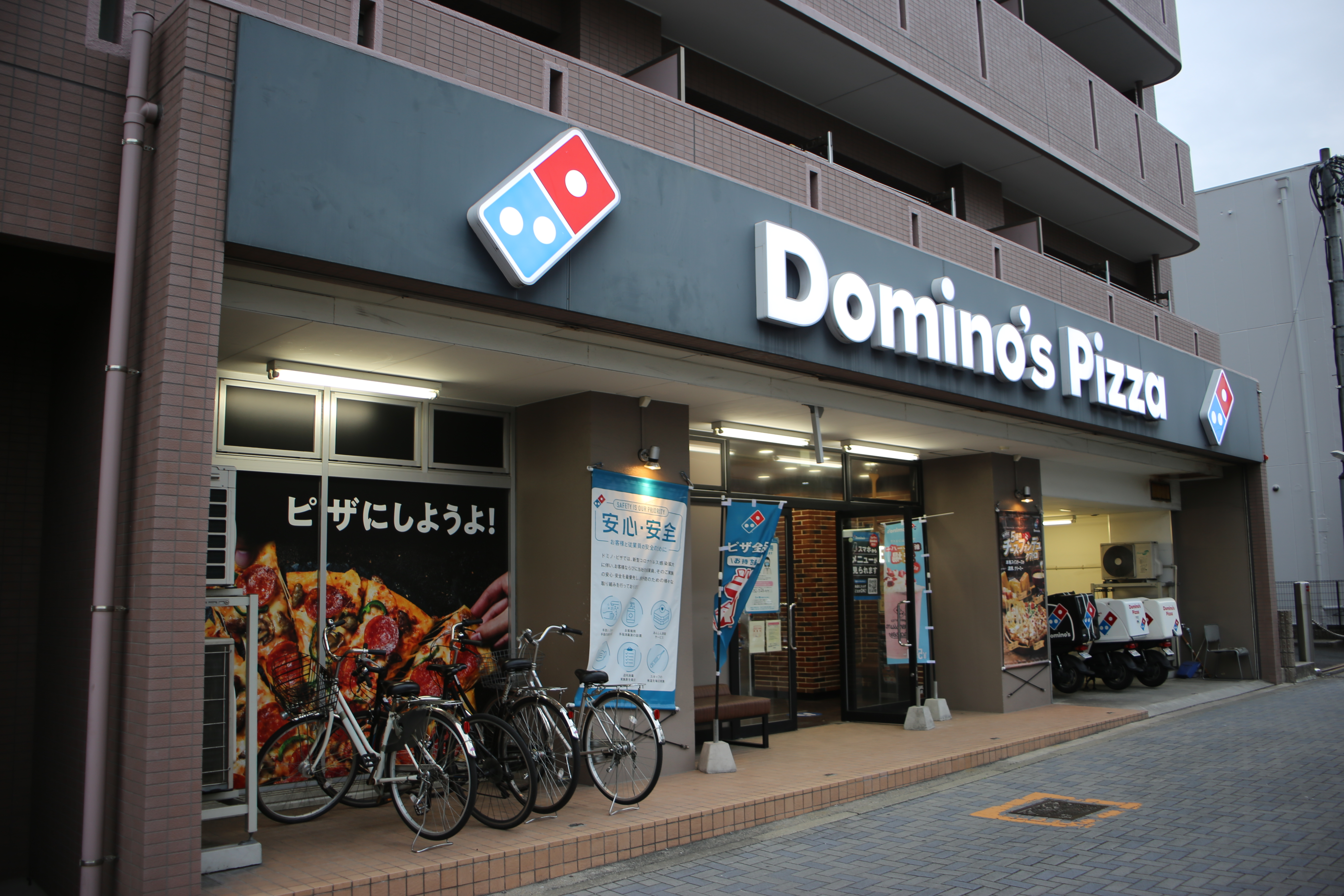
位于日本愛知縣名古屋市西區 的一家达美乐门店
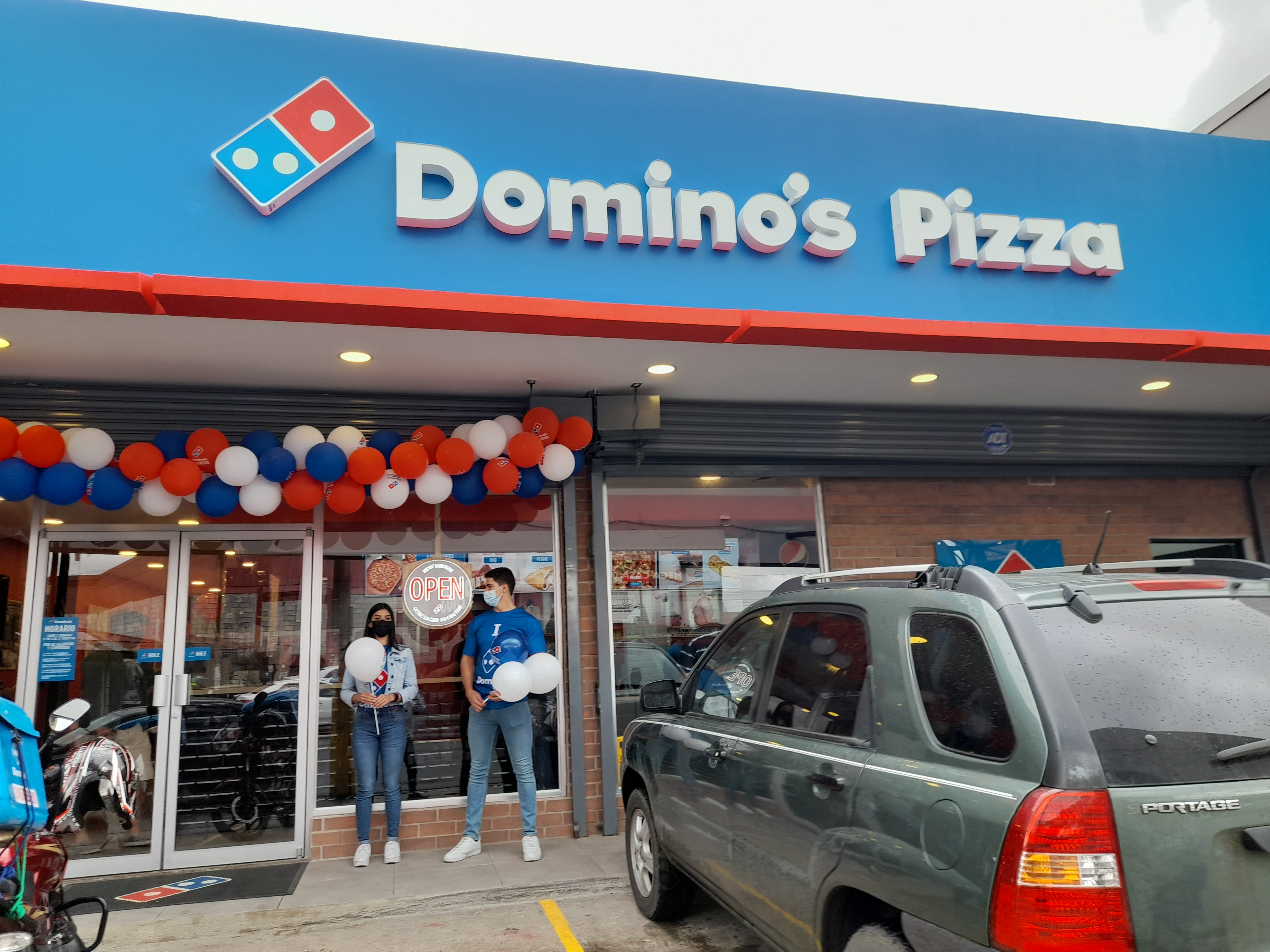
位于哥斯达黎加德桑帕拉多斯縣的一家达美乐门店
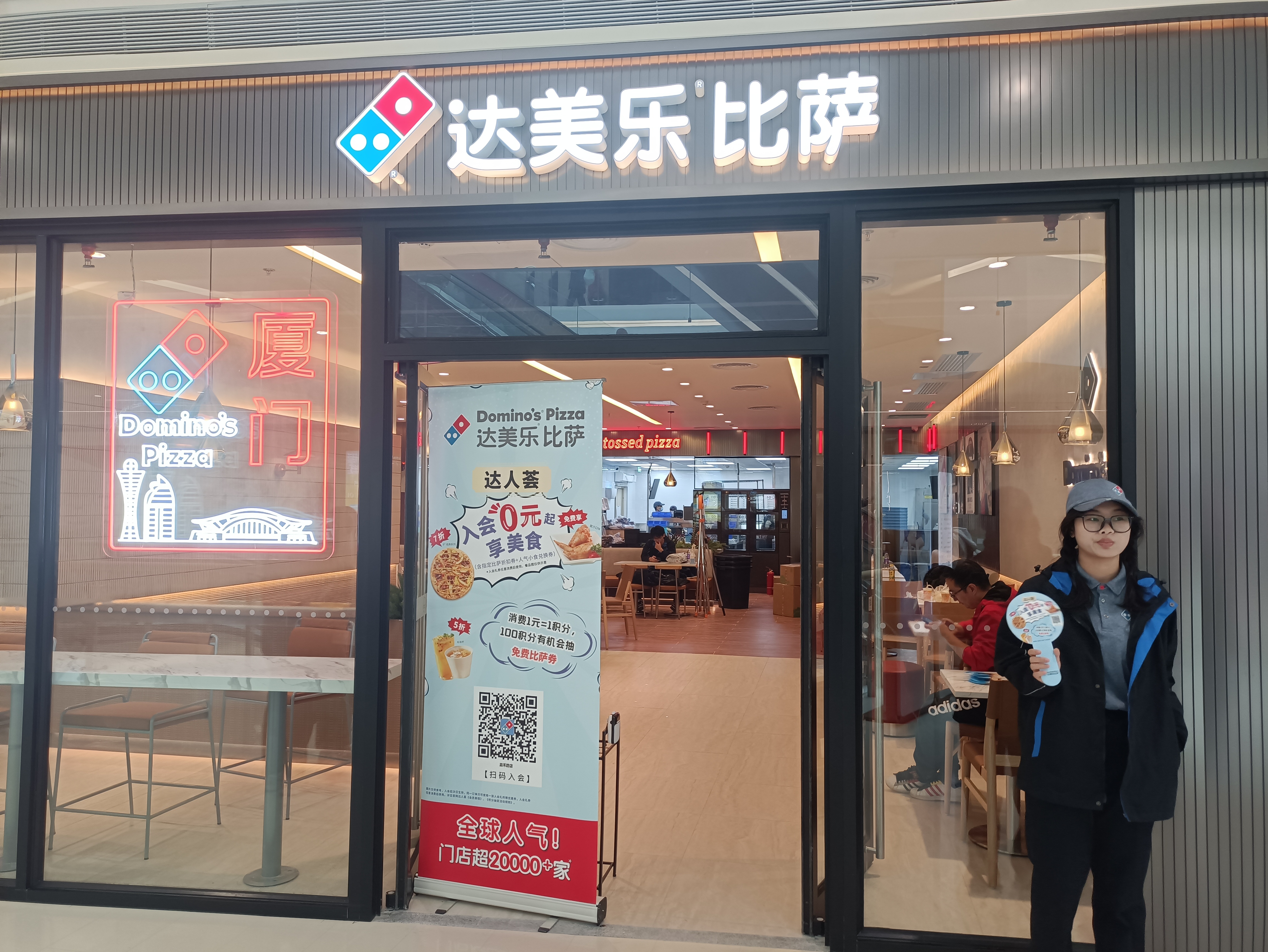
位于中國厦门的一家达美乐门店（廈門嘉禾路店）
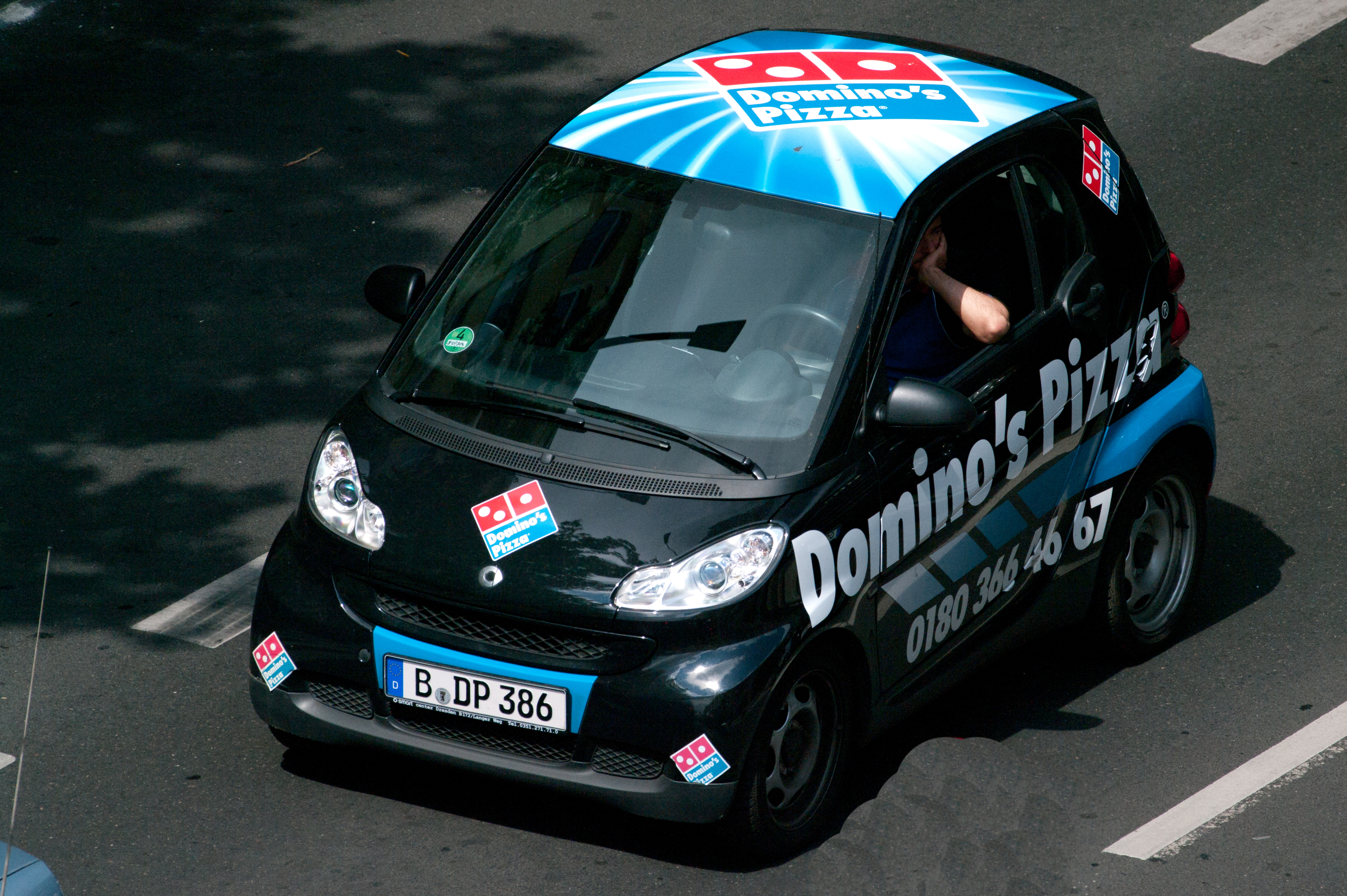
德国柏林的达美乐比萨智能配送车
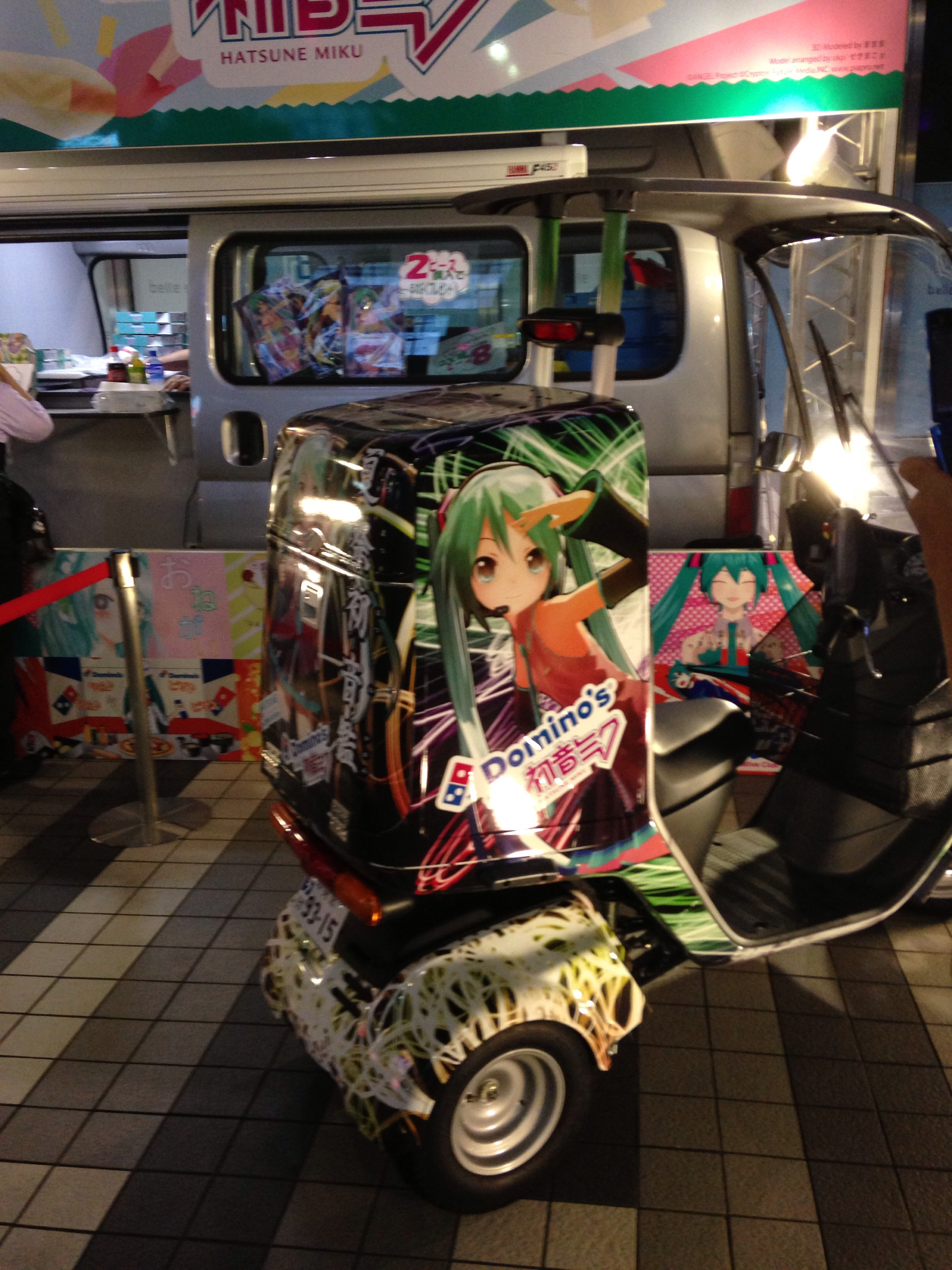
日本達美樂披薩初音未來外送痛機車
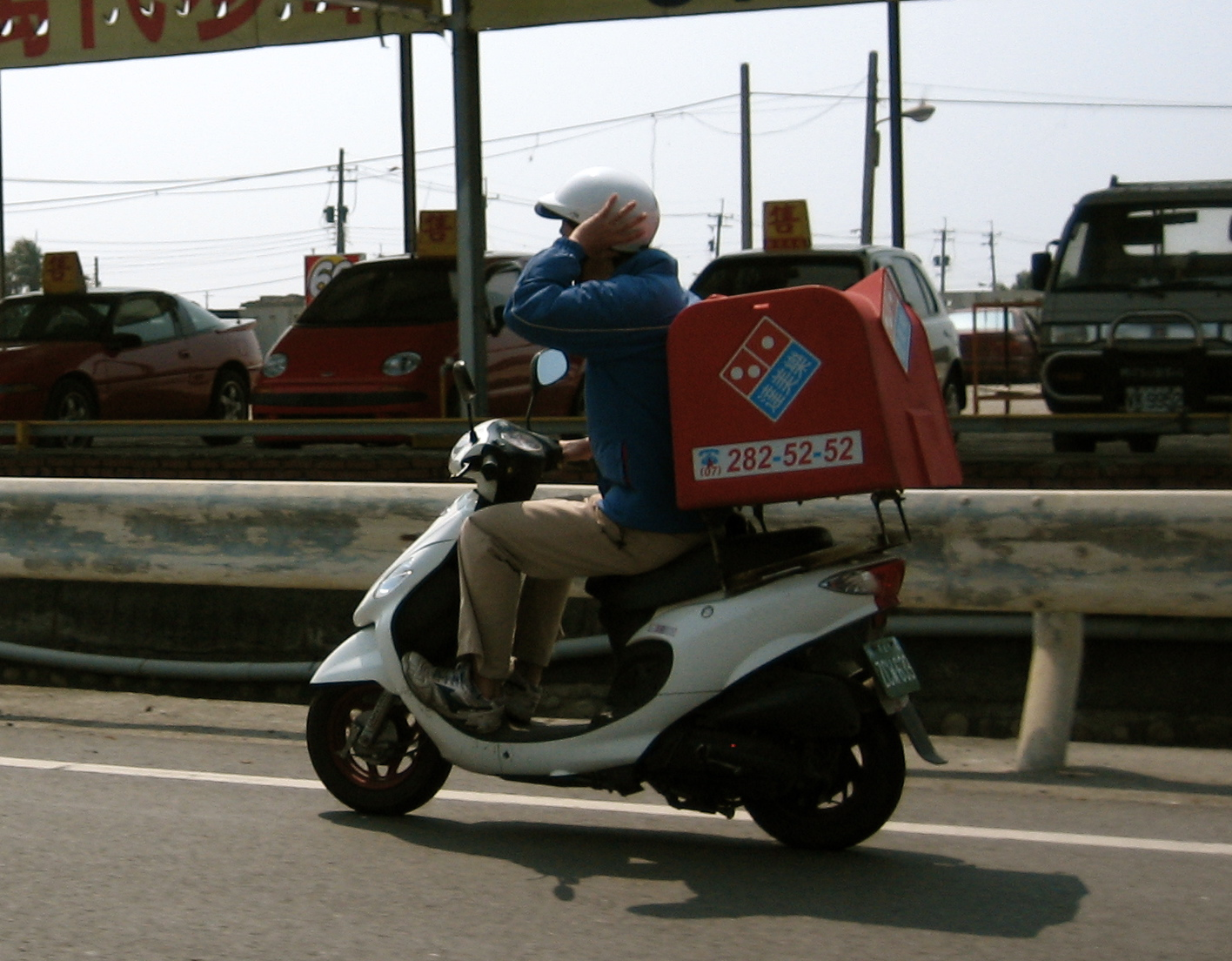
南臺灣的達美樂披薩外送機車。
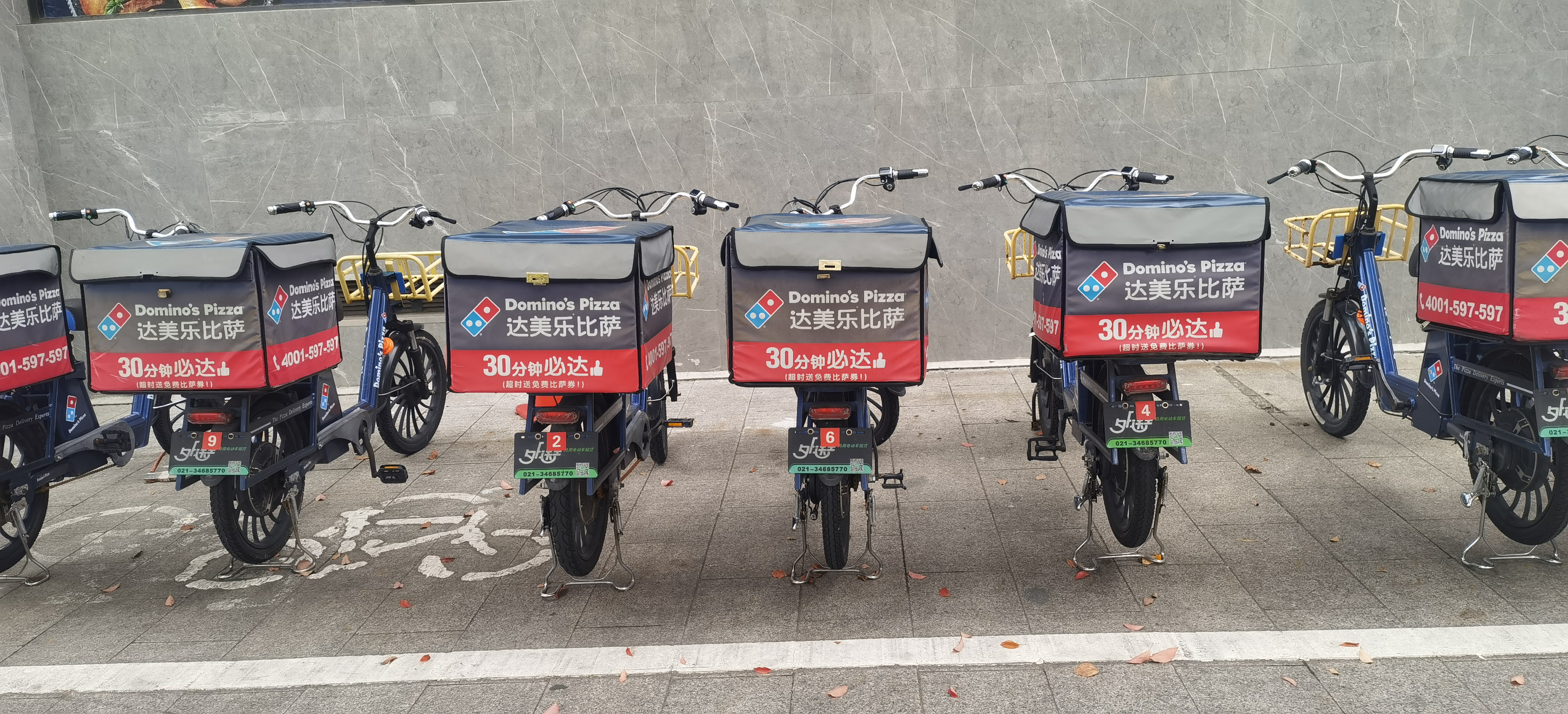
中国上海的达美乐比萨外卖电瓶车
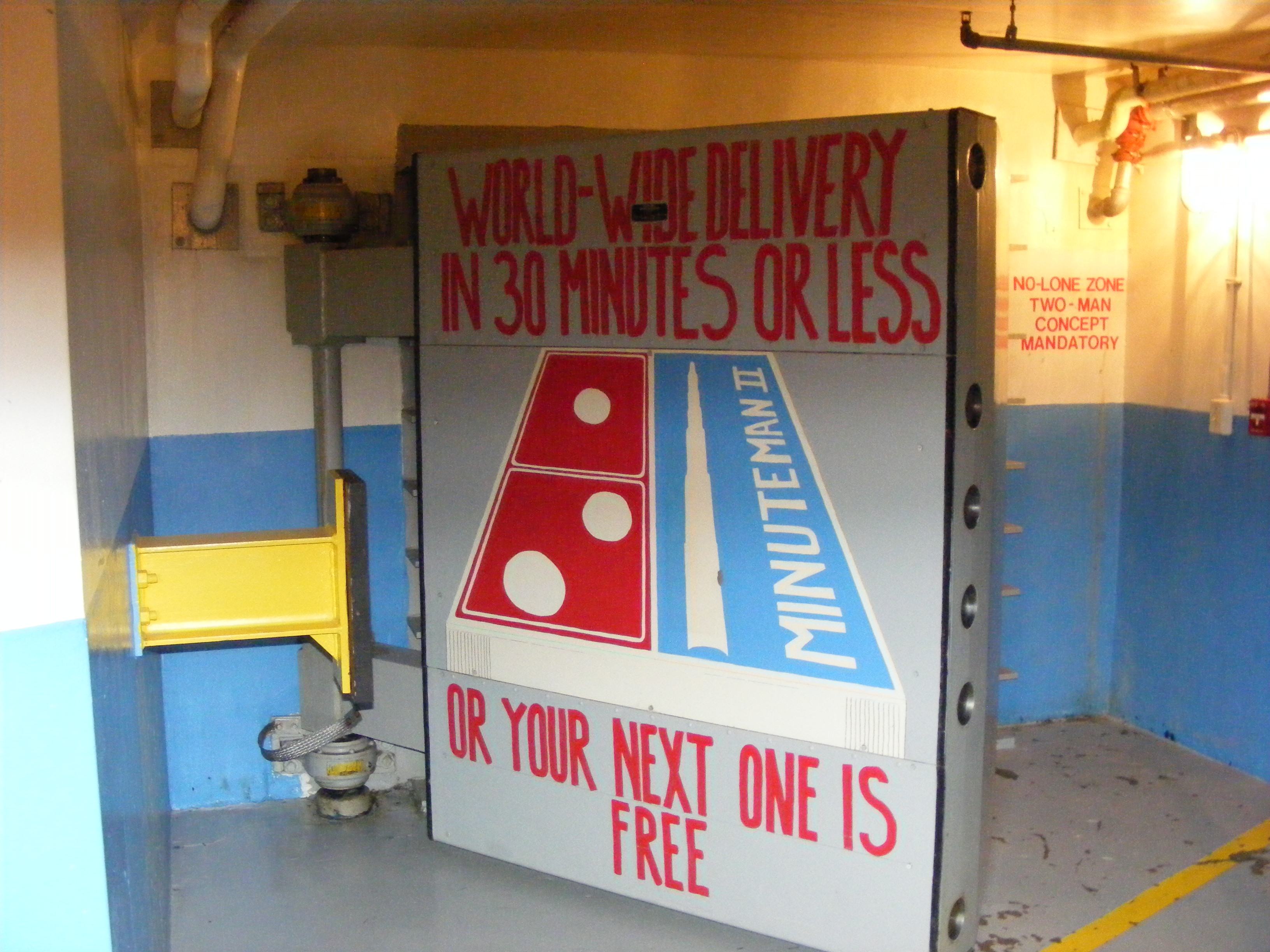
达美乐的30分钟送达保证，拍摄于美国民兵导弹国家历史遗址的入口。

## 外部連結
- （英文）達美樂企業網站 （页面存档备份，存于）
  - （英文）Domino's Pizza的Facebook專頁
  - （英文）Domino's Pizza的X（前Twitter）
- Domino's Pizza的商業數據：  - Google
  - SEC filings
  - Yahoo!